# Mats Hellberg (musikproducent)
Mats Hellberg, född 1952, död 2006, var en svensk musikproducent, inspelningstekniker och jazztrumslagare. Han var uppvuxen i Mockfjärd, Gagnefs kommun, Dalarna. Han är äldre bror till författaren Lotta Lotass.
Sin första skiva spelade han in 1976 för YTF, ihop med Nils Wålstedt – Lekar i Lustgården, med spelmansmusik från Dala Floda – och de två samarbetade några år i firman HeWå-Ljud. 1986 blev Mats delägare i Giga, som han 1993 blev ensam ägare av.
Han drev tre olika skivbolag, Giga med folkmusik, Acoustica med kammarmusik (från 1985) och IAM med Improviserad Akustisk Musik (från 1990), där han oftast både producerade och spelade in själv. Dessutom spelade han in åt andra skivbolag, till exempel Amigo, Cinnober, Drone, Harmonica, Hurv och Folia, Musica Rediviva, Naxos, Prophone, Sordone, Tongång med flera.
Som jazztrumslagare medverkade han bland annat i Opposite Corner, Four for Coltrane, Ibis, Steam, Excursion, Håkan Lewin Quartet och Peter Jansons trio. Dessutom undervisade han i slagverk vid Musikhögskolan i Göteborg, och medverkade med slagverk där det behövdes på de egna produktionerna.